# Birger Brosa
Birger Brosa Bengtsson (1138 - fallecido en la isla de Visinsgö, en el lago Vättern, el 9 de enero de 1202) fue jarl de Suecia entre 1174 y 1202. Era hijo de Bengt snivel Folkesson de Bjälbo, Östergötland. En textos medievales, es llamado jarl de los suiones y jarl de los suiones y godos.
El sobrenombre de Brosa le viene de fuentes islandesas del siglo XIV, y en idioma islandés significa el sonriente. Su familia, la Dinastía Folkung, experimentó un fortalecimiento durante su época.
Fue el hombre más poderoso de la provincia de Östergötland. La sede de sus dominios en esa provincia era Bjälbo, pero también tenía bajo su égida las provincias de Närke y Värmland y posiblemente también una parte de Södermanland.
Parece ser que Birger Brosa fue un factor importante para el establecimiento de la paz en Suecia durante las luchas intestinas entre la Casa de Erik y la Casa de Sverker, familias rivales que competían por el trono. Cuando falleció el rey Canuto I (de la Casa de Erik), Birger Brosa apoyó el ascenso de Sverker II (de la rival Casa de Sverker) al gobierno, mientras que los hijos de Canuto permanecieron en la corte en calidad de príncipes con derechos en la línea sucesoria.
También fue una personalidad importante en los acontecimientos históricos de Escandinavia. Tanto Noruega como Dinamarca se encontraban inmersas en luchas intestinas, y diversos pretendientes a los tronos de esos países buscaron el apoyo de Birger Brosa. En Noruega, apoyó a Øystein Møyla y a Sverre Sigurdsson, quienes eran parientes de su esposa.
A su muerte, la frágil paz en Suecia se quebrantó y se reanudaron los conflictos entre las casas rivales.

## Familia
Alrededor de 1170 casó con Brígida Haraldsdatter, hija ilegítima de Harald IV de Noruega, la viuda de Magnus Henriksen. Fueron suyos los siguientes hijos, aunque se duda de que los dos primeros fuesen también de Brígida:
1. Filip folkunge Birgersson (1162 - 4 de enero de 1200). Jarl del rey Sverrre I de Noruega.
2. Knut Birgersson (1162 - 31 de enero de 1208). Jarl de Suecia.
3. Folke Birgersson (1164 - 17 de julio de 1210). Jarl de Suecia. Murió en el campo de batalla.
4. Magnus folkunge Birgersson (n. 1166).
5. Ingegerd. Reina de Suecia, esposa de Sverker II.
6. Cristina Birgersdotter (n. 1170).
7. Margarita Birgersdotter (n. 1172).